# Municipio de Equality (Misuri)
El municipio de Equality (en inglés: Equality Township) es un municipio ubicado en el condado de Miller en el estado estadounidense de Misuri. En el año 2010 tenía una población de 1109 habitantes y una densidad poblacional de 9,04 personas por km².

## Geografía
El municipio de Equality se encuentra ubicado en las coordenadas 38°13′9″N 92°29′45″O / 38.21917, -92.49583. Según la Oficina del Censo de los Estados Unidos, el municipio tiene una superficie total de 122.66 km², de la cual 120 km² corresponden a tierra firme y (2,17 %) 2,66 km² es agua.

## Demografía
Según el censo de 2010, había 1109 personas residiendo en el municipio de Equality. La densidad de población era de 9,04 hab./km². De los 1109 habitantes, el municipio de Equality estaba compuesto por el 97,29 % blancos, el 0,99 % eran afroamericanos, el 0,63 % eran amerindios, el 0,09 % eran asiáticos, el 0,09 % eran de otras razas y el 0,9 % eran de una mezcla de razas. Del total de la población el 1,8 % eran hispanos o latinos de cualquier raza.